# Turrella tenuilirata
Turrella tenuilirata é uma espécie de gastrópode do gênero Turrella, pertencente a família Clathurellidae.